# Coppa Nordamericana di skeleton 2020
La Coppa Nordamericana di skeleton 2020 è stata la ventesima edizione del circuito continentale nordamericano dello skeleton, manifestazione organizzata dalla Federazione Internazionale di Bob e Skeleton; è iniziata il 20 novembre 2019 a Lake Placid, negli Stati Uniti, e si è conclusa il 7 gennaio 2020 sempre a Lake Placid. Sono state disputate sedici gare: otto per le donne e altrettante per gli uomini in due differenti località. Essa si è inoltre svolta in parallelo alla Coppa Nordamericana di bob.
Vincitori dei trofei, conferiti agli atleti classificatisi per primi nel circuito, sono stati la sudcoreana Kim Eun-ji nel singolo femminile, al suo primo trionfo nel circuito, e lo spagnolo Ander Mirambell in quello maschile, il quale bissò il successo ottenuto nel 2015/16.

## Calendario
| Località    | Data                | Donne | Uomini |
| ----------- | ------------------- | ----- | ------ |
| Lake Placid | 20–21 novembre 2019 | ●●    | ●●     |
| Park City   | 9–10 dicembre 2019  | ●●●   | ●●●    |
| Lake Placid | 6–7 gennaio 2020    | ●●●   | ●●●    |
| Totale      | Totale              | 8     | 8      |

## Risultati

### Singolo donne
| Data             | Località    | Prime classificate          | Seconde classificate                     | Terze classificate          |
| ---------------- | ----------- | --------------------------- | ---------------------------------------- | --------------------------- |
| 20 novembre 2019 | Lake Placid | Katie Uhlaender Stati Uniti | Anna Fernstaedtová Rep. Ceca             | Jaclyn Narracott Australia  |
| 21 novembre 2019 | Lake Placid | Katie Uhlaender Stati Uniti | Anna Fernstaedtová Rep. Ceca             | Mystique Ro Stati Uniti     |
| 9 dicembre 2019  | Park City   | Zhu Yangqi Cina             | Lee Jeong-hyeok Corea del Sud            | Lauren McDonald Stati Uniti |
| 9 dicembre 2019  | Park City   | Zhu Yangqi Cina             | Kim Eun-ji Corea del Sud                 | Michelle Toukan Stati Uniti |
| 10 dicembre 2019 | Park City   | Zhu Yangqi Cina             | Katie Tannenbaum Isole Vergini Americane | Kim Eun-ji Corea del Sud    |
| 6 gennaio 2020   | Lake Placid | Kellie Delka Porto Rico     | Li Yuxi Cina                             | Kim Eun-ji Corea del Sud    |
| 6 gennaio 2020   | Lake Placid | Mystique Ro Stati Uniti     | Kim Eun-ji Corea del Sud                 | Jaclyn LaBerge Canada       |
| 7 gennaio 2020   | Lake Placid | Mystique Ro Stati Uniti     | Jaclyn LaBerge Canada                    | Kim Eun-ji Corea del Sud    |

### Singolo uomini
| Data             | Località    | Primi classificati                                 | Secondi classificati            | Terzi classificati              |
| ---------------- | ----------- | -------------------------------------------------- | ------------------------------- | ------------------------------- |
| 20 novembre 2019 | Lake Placid | Geng Wenqiang Cina                                 | Nathan Crumpton Samoa Americane | Martin Rosenberger Germania     |
| 21 novembre 2019 | Lake Placid | Yan Wengang Cina                                   | Martin Rosenberger Germania     | Nathan Crumpton Samoa Americane |
| 9 dicembre 2019  | Park City   | Nathan Crumpton Samoa Americane e Zhu Haifeng Cina | non assegnato                   | Yin Zheng Cina                  |
| 9 dicembre 2019  | Park City   | Nathan Crumpton Samoa Americane                    | Zhu Haifeng Cina                | Zhang Jing Cina                 |
| 10 dicembre 2019 | Park City   | Nathan Crumpton Samoa Americane                    | Yin Zheng Cina                  | Zhu Haifeng Cina                |
| 6 gennaio 2020   | Lake Placid | Chen Wenhao Cina                                   | Chris Strup Stati Uniti         | Ander Mirambell Spagna          |
| 6 gennaio 2020   | Lake Placid | Chen Wenhao Cina                                   | Chris Strup Stati Uniti         | Zhu Zilong Cina                 |
| 7 gennaio 2020   | Lake Placid | Chen Wenhao Cina                                   | Daniel Barefoot Stati Uniti     | Zhu Zilong Cina                 |

## Classifiche

### Singolo donne
| Pos. | Atleta                | Nazione                 | LAK-1 | LAK-2 | PKC-1 | PKC-2 | PKC-3 | LAK-3 | LAK-4 | LAK-5 | Punti |
| ---- | --------------------- | ----------------------- | ----- | ----- | ----- | ----- | ----- | ----- | ----- | ----- | ----- |
| 1    | Kim Eun-ji            | Corea del Sud           | 18    | 14    | 7     | 2     | 3     | 3     | 2     | 3     | 373   |
| 2    | Nicole Rocha Silveira | Brasile                 | 11    | 13    | 4     | 6     | 5     | 9     | 7     | 7     | 301   |
| 3    | Mystique Ro           | Stati Uniti             | 5     | 3     | -     | -     | -     | 6     | 1     | 1     | 290   |
| 4    | Lauren McDonald       | Stati Uniti             | 10    | 10    | 3     | 7     | 7     | 12    | 8     | 12    | 287   |
| 5    | Michelle Toukan       | Stati Uniti             | 8     | 20    | 10    | 3     | 4     | 19    | 10    | 6     | 271   |
| 6    | Katie Tannenbaum      | Isole Vergini Americane | -     | -     | 5     | 11    | 2     | 5     | 5     | 9     | 264   |
| 7    | Lee Jeong-hyeok       | Corea del Sud           | 21    | 16    | 2     | 4     | 6     | 14    | 12    | 15    | 259   |
| 8    | Zhu Yangqi            | Cina                    | -     | 11    | 1     | 1     | 1     | -     | -     | -     | 255   |
| 9    | Kellie Delka          | Stati Uniti             | 6     | 8     | -     | -     | -     | 1     | 9     | 5     | 230   |
| 10   | Du Xiaojiao           | Cina                    | 15    | -     | 6     | 5     | 10    | 10    | 11    | 14    | 225   |

### Singolo uomini
| Pos. | Atleta          | Nazione         | LAK-1 | LAK-2 | PKC-1 | PKC-2 | PKC-3 | LAK-3 | LAK-4 | LAK-5 | Punti |
| ---- | --------------- | --------------- | ----- | ----- | ----- | ----- | ----- | ----- | ----- | ----- | ----- |
| 1    | Ander Mirambell | Spagna          | 5     | 5     | 5     | 5     | 5     | 3     | 4     | 6     | 370   |
| 2    | Chris Strup     | Stati Uniti     | 9     | 13    | 8     | 7     | 10    | 2     | 2     | 4     | 346   |
| 3    | Nathan Crumpton | Samoa Americane | 2     | 3     | 1     | 1     | 1     | -     | -     | -     | 345   |
| 4    | Yin Zheng       | Cina            | 8     | -     | 3     | 6     | 2     | 8     | 6     | DSQ   | 272   |
| 5    | Rin Kinoshita   | Giappone        | 22    | 10    | 6     | 4     | 6     | 16    | 9     | 11    | 255   |
| 6    | Dean Timmings   | Australia       | 12    | 12    | 7     | 9     | 14    | 10    | 11    | 8     | 250   |
| 7    | Daniel Barefoot | Stati Uniti     | 7     | 4     | -     | -     | -     | 4     | 5     | 2     | 248   |
| 8    | Chen Wenhao     | Cina            | -     | -     | -     | -     | -     | 1     | 1     | 1     | 225   |
| 9    | Peter Makrides  | Australia       | 16    | 16    | 9     | 8     | 7     | 13    | 13    | 14    | 224   |
| 10   | Zhu Zilong      | Cina            | 13    | 7     | -     | -     | -     | 6     | 3     | 3     | 214   |